# 桐生市立梅田北小学校
桐生市立梅田北小学校（きりゅうしりつ うめだきたしょうがっこう）は、かつて群馬県桐生市梅田町五丁目にあった公立小学校。1967年に廃校となり、児童は桐生市立梅田南小学校へ編入した。

## 概要

### 所在地
- 群馬県桐生市梅田町五丁目

### 学区
- 梅田町四丁目の一部
- 梅田町五丁目

## 沿革
- 1874年（明治7年）11月 - 山地学校（やまちがっこう）として開校。
- 1875年（明治8年）6月 - 廃止。
- 1877年（明治10年）11月 - 再設置。
- 1885年（明治18年）6月 - 山田第八小学校（現：桐生市立梅田南小学校）の山地分校となる。
- 1886年（明治19年）4月 - 山田郡第十四北尋常小学校と改称する。
- 1947年（昭和22年）4月 - 山田郡梅田村立梅田北小学校と改称する。
- 1954年（昭和29年）10月 - 梅田村が桐生市へ編入合併する。桐生市立梅田北小学校となる。
- 1967年（昭和42年）4月 - 閉校。
- 1967年（昭和42年）7月 - 桐生市立梅北山の家を開設。
- 1993年（平成5年）3月 - 桐生市立梅北山の家を閉鎖。

## 学校周辺
- 桐生川